# Ralph Kreibich
Ralph Kreibich (ur. 27 kwietnia 1975 w Salzburgu) – austriacki wioślarz.

## Osiągnięcia
- Mistrzostwa Świata Juniorów – Montreal 1992 – jedynka – 8. miejsce[1].
- Mistrzostwa Świata Juniorów – Årungen 1993 – jedynka – 14. miejsce[1].
- Mistrzostwa Świata – Lucerna 2001 – jedynka – 13. miejsce[1].
- Mistrzostwa Świata – Sewilla 2002 – jedynka – 6. miejsce[1].
- Mistrzostwa Świata – Mediolan 2003 – jedynka – 6. miejsce[1].
- Mistrzostwa Świata – Monachium 2007 – jedynka – 14. miejsce[1].
- Mistrzostwa Europy – Poznań 2007 – jedynka – 1. miejsce[1].
- Mistrzostwa Europy – Brześć 2009 – jedynka – 9. miejsce[1].